# إرميا 4
إرميا 4 هو الفصل الرابع من سفر إرميا في الكتاب العبري أو العهد القديم من الكتاب المقدس المسيحي. يحتوي هذا الكتاب على نبوات منسوبة إلى النبي إرميا، وهو أحد أسفار الأنبياء. تحتوي الإصحاحات من 2 إلى 6 على الوعظ المبكر لإرميا حول ردة مملكة إسرائيل.

## النص
النص الأصلي لهذا الأصحاح، كما هو الحال مع بقية سفر إرميا، كان مكتوباً باللغة العبرية. منذ تقسيم الكتاب المقدس إلى فصول وآيات في أواخر الحقبة الوسطى، يُقسم هذا الفصل إلى 31 آية.
بعض المخطوطات المبكرة التي تحتوي على نص هذا الفصل باللغة العبرية هي من تقليد النص الماسوري، والذي يتضمن مخطوطة القاهرة (895)، ومخطوطة بطرسبرغ للأنبياء (916)، ومخطوطة حلب (القرن العاشر)، ومخطوطة ليننغراد(1008). تم العثور على بعض الأجزاء التي تحتوي على أجزاء من هذا الفصل بين مخطوطات البحر الميت، أي 4QJer c (4Q72؛ القرن الأول قبل الميلاد)، مع الآيات الموجودة 4: 5(-6)، 13-16 (على غرار النص الماسوري).

## إرميا يرثي يهوذا (4: 1-18)

### الآية 1
إن رجعت يا إسرائيل، يقول الربارجع لي
وإن نزعت خطاياك من أماميولم تُزيلها

### الآيات 3-4
أربعة استعارات تتعلق بالتوبة والإصلاح:
- احرث أرضك البور
- لا تزرع بين الشوك
- تطهروا للرب

## حزن على الأمة المنكوبة (4: 19-31)

### الآية 23
لمحتُ الأرض، عجباًكانت بلا شكل وخالية
والسموات؛ لم يكن لهن نور

""بدون شكل وخالية": مترجمة من العبارة العبرية תֹהוּ וָבֹהוּ، tohu vavohu، "عديم الشكل وفارغ"، وهو شكل من أشكال تثنية الواحد (اسمان متصلان بـ "و" كلاهما يصفان نفس الشيء، مع اسم واحد يحتفظ بقوته الاسمية الكاملة، بينما يعمل الآخر كصفة)، والذي يُشير إلى سفر التكوين 1: 2 (صورة مبالغة لفوضى ما قبل الخلق الأصلية).

## أنظر أيضا
- تل القاضي
- جبل إفرايم
- إسرائيل
- يهوذا بن يعقوب
- القدس
- صهيون
- أجزاء ذات صلة من الكتاب المقدس: سفر التثنية ٦، إشعياء ٤٥، إرميا ٣

## روابط خارجية

### اليهودية
إرميا 4 النسخة العبرية الأصلية مع ترجمة إنجليزية مماثلة

## المسيحية
إرميا 4 الترجمة الإنجليزية مع ترجمة لاتينية مماثلة للانجيل